# Касымов, Усман Касымович
Усмон Касымов (10 мая 1918 — 5 сентября 1978) — советский таджикский партийный и государственный деятель.
Родился в селе Чорбог Истаравшанского района. После окончания средней школы в 1936—1938 работал секретарём сельсовета в своём селе.
В 1938—1946 гг. в РККА, участник войны, старший лейтенант. Во время Тегеранской конференции (1943) находился в Иране под видом дервиша.
С 1944 по 1946 год служил в подразделении «СМЕРШ» главного разведуправления Генерального Штаба РККА. В 1946 году учился на курсах по повышению квалификации политработников Красной Армии в Киеве.
Окончил исторический факультет Сталинабадского пединститута (1955), межреспубликанские курсы Ташкентской партийной школы при ЦК КПСС (1967).
Послужной список:
- 1946—1947 инструктор Уратюбинского райкома партии;
- 1947—1949 слушатель партийной школы при ЦК КП Таджикистана;
- 1949—1950 второй секретарь Шахритузского райкома ;
- 1950—1955 председатель Джиликульского рай исполкома;
- 1955—1956 секретарь партийного комитета Регарской зоны районов;
- 1957—1958 председатель Куйбышевского райисполкома;
- 1958—1960 председатель Колхозабадского райисполкома;
- 1960-1963 первый секретарь Пянджско-Кумсангирского райкома КП Таджикистана;
- 1963—1970 первый секретарь Шаартузского райкома партии;
- 1970—1971 председатель оргбюро Верховного Совета ТадССР по Ленинабадской области;
- 1971—1978 председатель Ленинабадского облисполкома.

Избирался депутатом Верховного Совета Таджикской ССР (1959—1978), делегатом XXIII съезда КПСС (1966). В 1971—1978 гг. член Президиума Верховного Совета Таджикской ССР, член ЦК КП Таджикистана.
Награждён орденами Ленина (1965), Октябрьской Революции (1970), Красной Звезды, двумя орденами Трудового Красного Знамени (1973, 1976), двумя орденами «Знак Почёта» (1954, 1957), орденом Отечественной войны второй степени и многочисленными медалями, в т. ч. «За отличие в охране государственной границы СССР» (1966), восемью почетными грамотами Президиума Верховного Совета Таджикской ССР, знаком «Отличник народного образования Таджикской ССР», тремя золотыми медалями ВДНХ СССР.
Семья: жена — Фазилат, 11 детей.